# Soprano lirico-leggero
Nell'arte del canto, la locuzione soprano lirico-leggero designa un soprano specializzato sia nel canto elegiaco sia in quello virtuosistico.

## Caratteristiche
La voce di soprano lirico-leggero unisce alle caratteristiche del soprano lirico (calore timbrico, pienezza, ricchezza e dolcezza) quelle del soprano leggero (duttilità, agilità e ricca estensione nel registro acuto).
L'estensione tipica della voce di soprano lirico-leggero è di due ottave e mezzo, dal do centrale al mi bemolle sopracuto (do3 – mi♭5).
Il soprano lirico-leggero è in grado di sostenere allo stesso modo ruoli lirici o di coloratura, ma questi ultimi – grazie al maggior volume di emissione – acquisiscono una caratterizzazione elegiaca e patetica e una vocalità più ricca e incisiva.
Ruoli tipici per questo tipo di voce sono quelli belcantistici sette-ottocenteschi e barocchi.
In alcuni casi (soprattutto adesso) il soprano lirico-leggero sostiene i ruoli affidati tradizionalmente al soprano drammatico d'agilità poiché questa categoria vocale è ormai quasi scomparsa: in questi casi viene però a perdersi proprio l'originaria caratterizzazione drammatica dei personaggi che vengono cantati con un volume minore rispetto a quello previsto, pur mantenendo i passaggi di agilità.
Nei paesi di lingua tedesca e lingua inglese è noto rispettivamente come “lyrischer Koloratursopran” e “lyric coloratura soprano” (soprano di coloratura lirica).
Il dibattito se classificarlo come tale o come “soprano lirico dotato di capacità virtuosistiche” è molto acceso e non si è ancora giunti ad un accordo comune.

## Ruoli per soprano lirico-leggero
- Amina (La sonnambula, Vincenzo Bellini)
- Elvira (I puritani, Vincenzo Bellini)
- Adina (L'elisir d'amore Gaetano Donizetti)
- Marguerite (Faust Gounod)
- Gilda (Rigoletto Giuseppe Verdi)
- Juliette (Roméo et Juliette Gounod)
- Musetta (La bohème Giacomo Puccini)
- Giulietta (I Capuleti e i Montecchi Vincenzo Bellini)
- Lucia (Lucia di Lammermoor Gaetano Donizetti)
- Susanna (Le nozze di Figaro Wolfgang Amadeus Mozart)
- Ilia (Idomeneo Wolfgang Amadeus Mozart)

## Soprani lirico-leggeri celebri
- Mirella Freni
- Mariella Devia
- Nino Machaidze
- Bidu Sayão
- Anna Moffo
- Renata Scotto
- Barbara Bonney
- Miah Persson
- Gundula Janowitz
- Giusy Devinu
- Desirée Rancatore
- Luciana Serra
- Edita Gruberová
- Daniela Lojarro
- Patrizia Ciofi
- Ariana Grande
- Cecilia Valdenassi